# Anrê Phú Yên
Anrê Phú Yên (sinh khoảng năm 1625, mất năm 1644) là một tín hữu Công giáo, được coi là vị tử đạo tiên khởi tại Việt Nam, và được Giáo hoàng Gioan Phaolô II tuyên chân phước vào ngày 5 tháng 3 năm 2000. Ông cũng được xem là một trong những vị quan thầy của giáo lý viên và giới trẻ Công giáo thế giới.
Hiện vẫn chưa biết ông tên thật là gì, nhưng 2 chi tiết được xác nhận theo tên thánh của ông là Anrê và nơi sinh là Phú Yên. Tên này sử dụng rất phổ biến trong những ngày tưởng niệm. Một số tài liệu khác cho rằng, lúc nhỏ ông có tên như những đứa trẻ nông thôn khác, sau khi được rửa tội năm 1641, ông được đặt tên thánh là Anrê, và từ đó ông không sử dụng tên cũ nữa, mọi người cứ gọi ông theo tên thánh là Anrê.

## Tiểu sử
Anrê Phú Yên sinh vào khoảng năm 1625 hoặc 1626, gần trị sở dinh Trấn Biên, thuộc thôn Hội Phú, xã An Ninh, huyện Tuy An, tỉnh Phú Yên (nay là xã Tuy An Đông, tỉnh Đắk Lắk), thuộc giáo phận Quy Nhơn, Đàng Trong. Anrê là con út của một người phụ nữ mộ đạo tên thánh là Gioanna.
Năm 1641, linh mục Alexandre de Rhodes đã rửa tội cho ông cùng với 91 người khác. Ông được đặt tên thánh là Anrê. Mẹ đỡ đầu của ông là Quận chúa Maria Mađalêna Ngọc Liên, vợ Trấn thủ Trấn Biên Nguyễn Phúc Vinh. Ông đi theo linh mục Alexandre de Rhodes với vai trò là giáo lý viên (còn gọi là thầy giảng). Năm 1642, ông được linh mục Alexandre de Rhodes đưa ra Hội An để học trường các thầy giảng, trở thành học viên xuất sắc nhất mặc dù còn trẻ.
Ngày 31 tháng 7 năm 1643, cùng với một số đồng bạn, ông phát lời nguyện tận hiến đi phục vụ Giáo hội suốt đời, tức là đi phụ giúp các linh mục truyền giáo và cổ vũ giáo dân. Sau đó, ông cùng các bạn đi truyền giáo ở các tỉnh Thuận Hóa, Quảng Trị, Quảng Nam.
Việc truyền đạo gặp rất nhiều khó khăn do quan niệm của các quan lại ảnh hưởng Tam giáo cho rằng đạo Công giáo là bàng môn tả đạo cần phải bị diệt trừ. Ngày 25 tháng 7 năm 1644, trong khi truyền đạo ở Quảng Nam, ông bị quan binh sở tại bắt giữ và tống giam vào ngục. Khi đưa ra công đường, quan viên sở tại nhiều lần khuyên ông bỏ đạo để bảo toàn tính mạng, tuy nhiên ông đã từ chối, cương quyết xưng mình là Kitô hữu và là thầy giảng, và sẵn sàng hy sinh mạng sống để trung thành với Chúa Kitô.
Ngày 26 tháng 7 năm 1644, ông bị tuyên án giải giao thị chúng và chém đầu. Ngay chiều hôm đó, ông bị giải qua các phố ở Kẻ Chàm, Quảng Nam. Tương truyền, ông bị đâm nhiều nhát giáo xuyên cạnh sườn rồi bị chém đầu sau đó. Máu của ông đã đổ ra trên mảnh đất Phước Kiều (này thuộc phường Điện Bàn, thành phố Đà Nẵng) nên hiện nay Đền Thánh Anrê Phú Yên thuộc Giáo xứ Phước Kiều, Giáo phận Đà Nẵng.

## Thi hài
Ngày 15 tháng 8 năm 1644, thi hài của Anrê Phú Yên được linh mục Đắc Lộ mang đến Macao, và được an táng tại Nhà thờ Thánh Phaolô ở đó. Riêng thủ cấp của ông thì được linh mục Đắc Lộ mang theo bên mình cho đến khi được cất giữ tại nhà Bề trên Tổng quyền Dòng Tên ở Roma (nay thuộc Ý).